# Nini Roll Anker
Nini Roll Anker (3 de mayo de 1873-20 de mayo de 1942) fue una novelista y dramaturga noruega. Nació en Molde, hija del magistrado estipendiario y posterior miembro del parlamento y ministro Ferdinand Nicolai Roll, y nieta del primer alcalde de Trondheim, el jurista Jacob Roll. Contrajo matrimonio en dos ocasiones, primero con el terrateniente Peter Martin Anker, y más tarde con el ingeniero y regatista olímpico Johan August Anker. Su estreno como escritora se produjo con la obra I blinde en 1898, bajo el seudónimo de Jo Nein. Algunas de sus últimas novelas son Det svake kjøn (1915) y Kvinnen og den svarte fuglen (póstuma, 1945).